# Vladimir Magomedovič Semënov
Vladimir Magomedovič Semënov (in russo Владимир Магомедович Семёнов?; in caraciai-balcaro Владимир Магометни джашы Семенланы, Vladimir Magometni džašy Semenlany; Khuzruk, 8 giugno 1940) è un generale e politico russo, ultimo comandante in capo delle forze terrestri sovietiche e primo comandante di quelle russe dal 1991 al 1996 e, in seguito, presidente della repubblica federale russa della Karačaj-Circassia dal 1999 al 2003.

## Biografia
Semënov è nato l'8 giugno 1940 nel villaggio di Khuzruk, distretto di Karačaevskij dell'allora Oblast' autonoma di Karačaj, figlio di Magomed Khadžimurzaevič, veterano nella seconda guerra mondiale di etnia caraciai, e Klavdija (Klava) Fëdorovna Kozlova, donna russa originaria di Smolensk. Tornato dal fronte, Magomed Semënov venne deportato insieme ad altri 70.000 caraciai in Kirghizistan e in Kazakistan durante l'operazione "Gabbiano" perpetrata da Iosif Stalin. Kozlova, saputo che il marito era ancora vivo, partì verso l'Asia centrale insieme al neonato Vladimir stabilendosi a Frunze (odierna Biškek) con il resto della famiglia Semënov, dove poi nacque la loro seconda figlia, Ljudmila. In seguito i genitori di Vladimir si trasferirono prima ad El'nja presso la famiglia di Kozlova, ritornando poi nel Caucaso, dove nel marzo del 1957 Magomed Semënov fu nominato presidente del comitato esecutivo del Distretto di Ust'-Džeguta.

### Carriera militare
Arruolato nell'esercito sovietico raggiunta la maggiore età nel 1958, Vladimir Semënov studiò presso la Scuola superiore di comando interforze di Baku, diplomandosi nel 1962. Entrato nell'esercito fu comandante di plotone e in seguito compagnia. Procedette negli studi diplomandosi all'Accademia militare "M.V. Frunze" e diventando comandante di battaglione nel 1970, per poi essere promosso al comando di un reggimento fucilieri motorizzato nel 1973. Dal 1975 diventò capo di stato maggiore e poi comandante di divisione.
Tra il 1982 e il 1984 fu al comando del 13º Corpo d'armata delle guardie "Königsberg" per poi essere trasferito al comando della 29ª Armata combinata. Nel 1986 venne nominato vice comandante e in seguito, dal 1988, comandante del Distretto militare della Transbajkalia.
Nel mese di agosto 1991, Sëmenov fu nominato comandante in capo delle forze terrestri dell'Unione Sovietica, succedendo al generale Valentin Varennikov. Questa sostituzione avvenne in seguito alla partecipazione di Varennikov al tentato colpo di stato dell'agosto 1991 e al suo successivo arresto con l'accusa di tradimento. Nonostante il crollo dell'Unione Sovietica avvenuto pochi mesi dopo, Semënov rimase comandante dell'esercito.  
Nell'aprile 1992 venne nominato rappresentante russo in Moldavia per gestire il ritiro delle truppe e delle formazioni militari russe dal paese. Due anni dopo, con lo scoppiò della prima guerra cecena, il generale si oppose all'invio delle truppe russe nella regione del Caucaso settentrionale, inimicandosi così il futuro ministro della difesa Igor' Rodionov. 
Il 13 giugno 1996, con decreto presidenziale, venne insignito del grado di generale d'armata, ma due mesi dopo venne dismesso da Rodionov, accusandolo di corruzione. Semënov si rifiutò, sostenendo che solo il presidente aveva il diritto di licenziarlo. Ciò si verificò nell'aprile 1997. In un'intervista il generale sostenne che venne dismesso per essere stato contrario allo schieramento di truppe in Cecenia. Ciò nonostante, nel 1998 ritornò al ministero della difesa russo come ispettore generale.

### Carriera politica
Dopo il periodo da ispettore, il generale tornò in Karačaj-Circassia per dedicarsi alla politica statale. Si candidò alla carica di governatore della repubblica, scontrandosi duramente contro Stanislav Derev, ex sindaco della capitale repubblicana di Čerkessk di etnia circassa. Durante le elezioni si sono verificati scontri etnici tra caraciai e circassi dove sostenitori dei candidati appiccavano incendi ai seggi elettorali. Il conflitto terminò solo alla fine di settembre del 1999 quando la Corte Suprema russa riconobbe Sëmenov come capo della repubblica.
Nel 2003 si ripresentò nuovamente alle elezioni presidenziali: al primo turno delle elezioni del 17 agosto 2003 ottenne il secondo posto, ottenendo il 36,92% dei voti (secondo altre fonti il 39,92%), il primo posto fu preso dal presidente della Banca statale della Karačaj-Circassia, Mustafa Batdyev, con il 41,67% dei voti; al secondo turno Semënov ottenne il 46,41% dei voti, perdendo definitivamente contro Batdyev, che ricevette il sostegno del 47,97% degli elettori.

## Vita privata
Semënov è sposato con Madlena Magomedovna, donna di origine cecena.